# Sultanhisar
Sultanhisar là một huyện thuộc tỉnh Aydın, Thổ Nhĩ Kỳ. Huyện có diện tích 236 km² và dân số thời điểm năm 2007 là 21446 người, mật độ 91 người/km².